# Кінетичний пісок

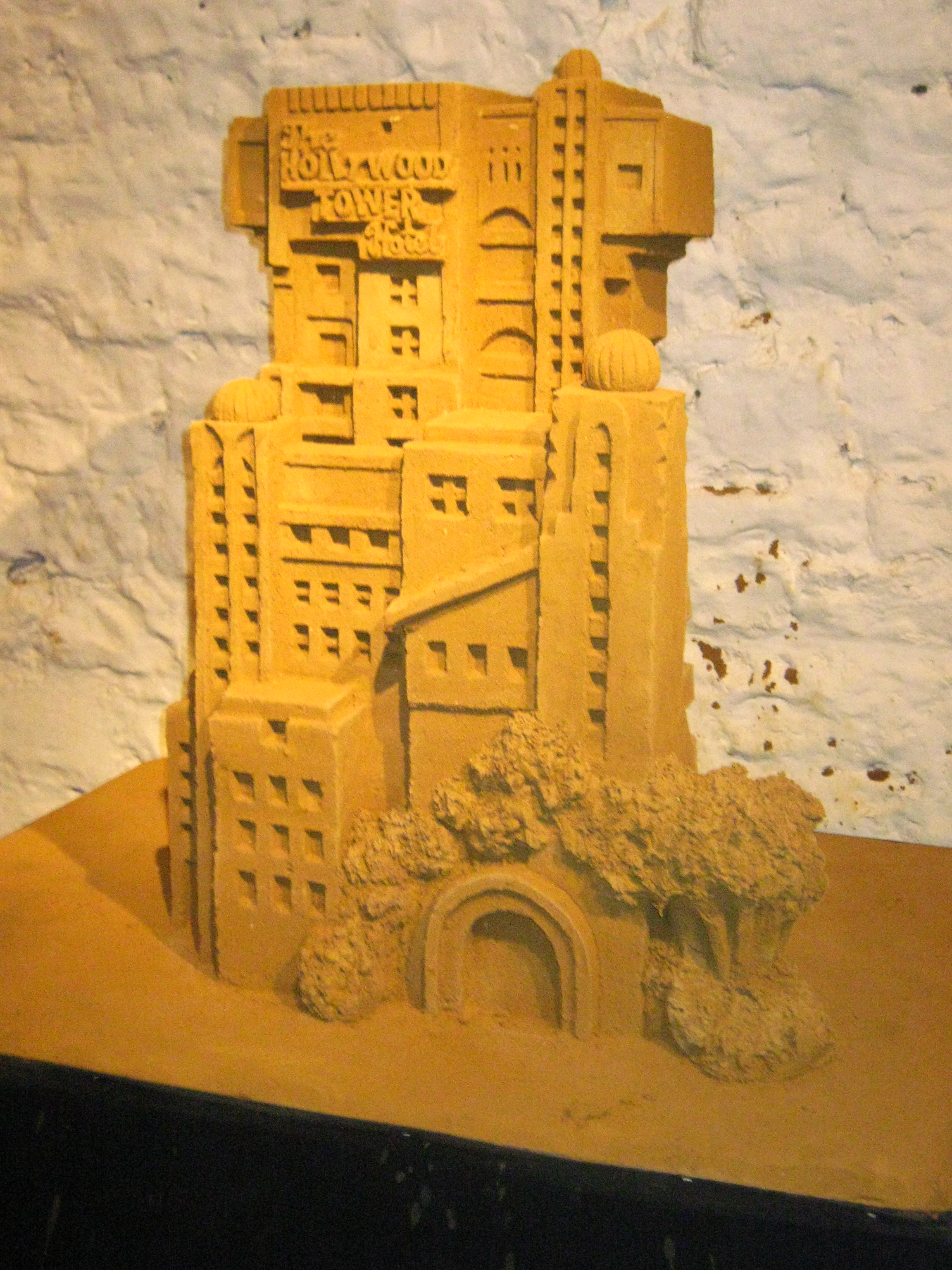
Виставка скульптур із «чарівного піску» за мотивами фільмів Disney у фортеці Дінан, Бельгія

Кінетичний пісок (англ. Kinetic Sand) — дитяча розвивальна іграшка та сенсорний матеріал, що широко використовується в ігровій терапії та освітньому процесі. Складається переважно з кварцового піску (приблизно 98 %) і невеликої кількості полімерів або силіконових масел (близько 2 %), які надають йому унікальних властивостей.

## Властивості
Кінетичний пісок на дотик нагадує звичайний вологий пісок, однак не прилипає до рук та поверхонь, не розсипається і не втрачає своїх властивостей тривалий час. Завдяки полімерному компоненту, зерна піску злипаються між собою, а не з руками користувача.

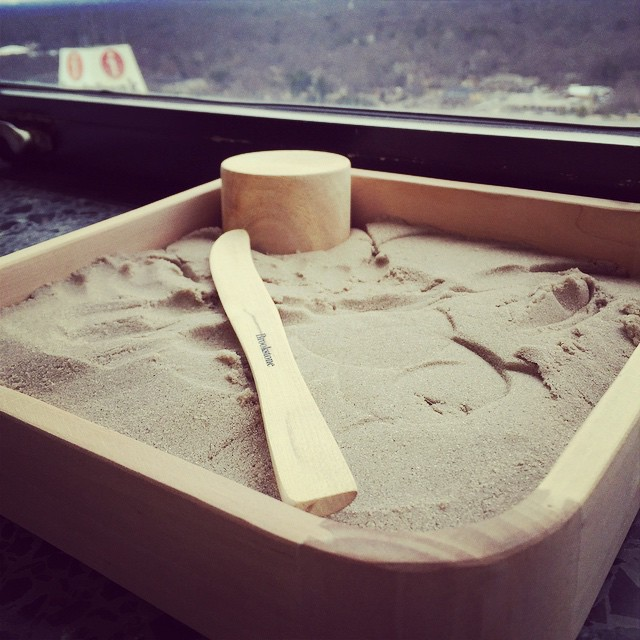
Кінетичний пісок у коробці як офісна іграшка

### Переваги використання
- Сенсорна стимуляція: пісок приємний на дотик і допомагає розслабитися.[1]
- Розвиток моторики: сприяє розвитку дрібної моторики рук та координації рухів.
- Творчість: дозволяє створювати безліч фігур, форм, малюнків.[2]
- Екологічність: більшість промислових варіантів виготовлені з безпечних для дитини матеріалів.[1]
- Легке прибирання: не залишає слідів і легко збирається у купу.

## Використання у терапії
Дитячі психологи активно використовують кінетичний пісок у пісочній терапії як засіб для зняття стресу, розвитку концентрації уваги та емоційного самовираження.

## Різновиди
Існують різні види кінетичного піску:
- Звичайний (натурального піщаного кольору)
- Кольоровий — виготовляється з додаванням  харчових барвників[3]
- Світиться в темряві — додають люмінесцентні частинки
- Водостійкий (magic sand) — покривається гідрофобним матеріалом, не змочується водою[4]

## Саморобний пісок
Кінетичний пісок можна виготовити самостійно в домашніх умовах. Наприклад, один із популярних рецептів:
- 3 чашки піску
- 2 чашки крохмалю
- 1 чашка води

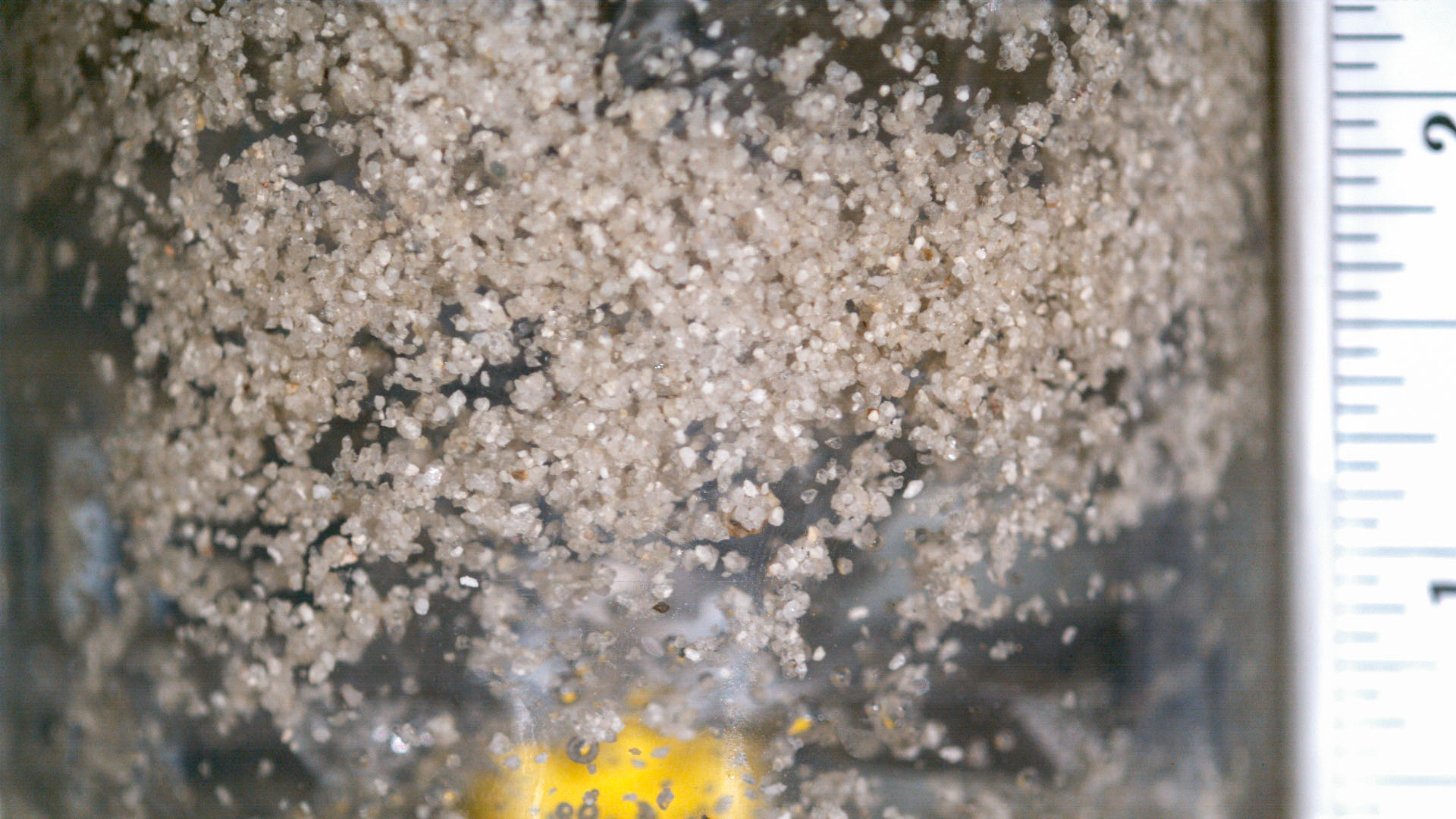
Грубі гідрофобні частинки піску після змішування з водою та повітрям (знімок зроблений через 25 секунд після початку процесу змішування).

Сухі компоненти змішують до однорідної маси, поступово додаючи воду. Для покращення пластичності іноді додають кілька крапель дитячого шампуню або силікатного клею.
Інший рецепт ближчий до фабричних аналогів:
- 100 г кварцового піску
- 1 ч.л. силікатного клею
- 2 ч.л. борної кислоти

Суміш змішують до однорідності, що дозволяє отримати масу, яка добре тягнеться, не прилипає до рук та зберігає форму.

## Ігри з піском
Кінетичний пісок надає широкі можливості для ігор:
- Ліплення форм та фігур
- Малювання зубочистками чи паличками
- Вивчення букв, цифр, форм
- Побудова замків, доріг, веж
- Ігри в «пошук скарбів», коли в пісок ховають дрібні предмети[2]